# La pionera
La pionera (título original: Pioneer Woman) es un telefilme estadounidense de wéstern de 1973, dirigido por Buzz Kulik, escrito por Suzanne Clauser, musicalizado por Al De Lory, en la fotografía estuvo Charles F. Wheeler y los protagonistas son Joanna Pettet, William Shatner y David Janssen, entre otros. Este largometraje fue realizado por Filmways Television y se estrenó el 19 de diciembre de 1973.

## Sinopsis
Trata acerca de una familia del este que, pese a no estar totalmente seguros, se disponen a probar suerte yéndose a vivir en el riesgoso oeste en 1867.